# Piccolo Lupo
Piccolo Lupo (in cheyenne: Ó'kôhómôxháahketa, a volte trascritto come Ohcumgache o Ohkomhakit, più correttamente tradotto in Piccolo Coyote; Montana, 1820 circa – Riserva indiana dei Cheyenne settentrionali, 1904) è stato un capo dei Cheyenne settentrionali.
Divenne famoso come grande tattico militare e per aver guidato una drammatica fuga che dalla riserva in Oklahoma li riportò nelle terre natie nel 1878, noto come esodo dei Cheyenne settentrionali.

## Origini
Nato nell'odierno Montana a metà degli anni 1820, Piccolo Lupo divenne un famoso capo dei Cheyenne settentrionali e guidò un gruppo di guerrieri nel corso delle guerre delle Northern Plains. Combatté la guerra di Nuvola Rossa e la guerra del Bozeman Trail, che durò dal 1866 al 1868. Come capo firmò il trattato di Fort Laramie del 1868.
Fu scelto come uno dei capi anziani nel consiglio dei quarantaquattro, un onore nella cultura Cheyenne. Fu anche capo Dolce Medicina, colui che rappresentava l'incarnazione di Dolce Medicina, un eroe culturale ed antenato spirituale dei Cheyenne. A causa di questo titolo onorario ci si aspettava che fosse immune dalla rabbia, e preoccupato solo del bene del suo popolo e non del proprio.

## Battaglie
Non partecipò alla battaglia del Little Bighorn, ma partecipò agli eventi che precedettero e seguirono quello scontro. Alcuni ricognitori del suo accampamento trovarono del cibo abbandonato da Custer, e furono osservati dai ricognitori statunitensi. La cosa fu raccontata a Custer, il quale pensò di aver trovato il principale accampamento Sioux e Cheyenne sul Little Bighorn, ordinando subito un attacco per evitarne la fuga. Dopo la battaglia Piccolo Lupo giunse e fu catturato e quasi ucciso dagli infuriati Sioux, i quali sospettavano che fosse una spia dei bianchi. Solo dopo aver tenacemente negato ogni sua complicità nell'attacco gli fu salvata la vita.

## Fuga da Fort Robinson

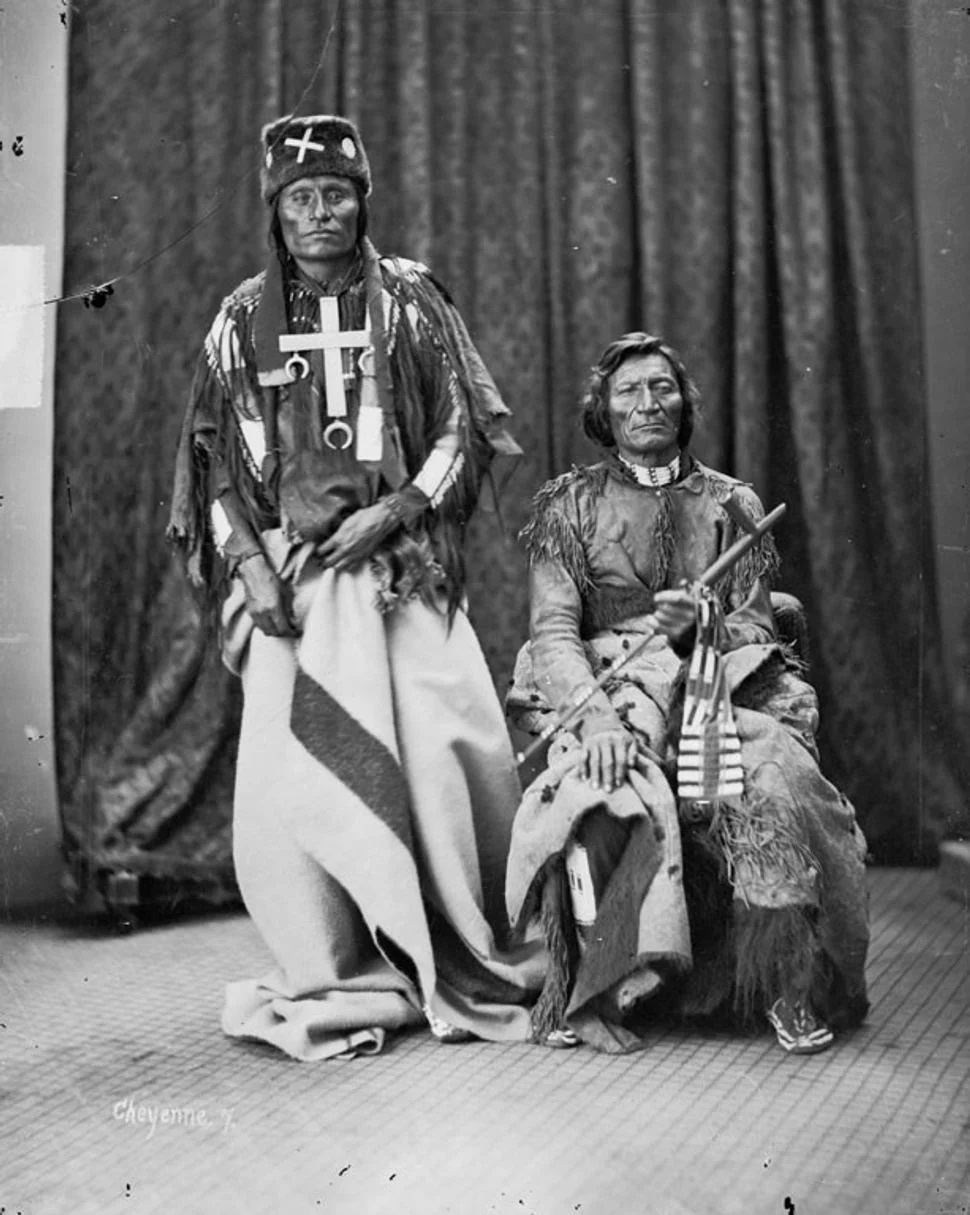
Piccolo Lupo e Stella del Mattino, capi dei Cheyenne settentrionali

Dopo la sconfitta di Stella del Mattino ad opera del colonnello Ranald Slidell MacKenzie nel novembre 1876, Piccolo Lupo fu obbligato a recarsi in una riserva del territorio indiano in Oklahoma. Attorno al 1878 lui e Stella del Mattino guidarono quasi 300 Cheyenne dalla riserva di Fort Reno, Oklahoma, attraverso Kansas, Nebraska e territorio del Dakota fino al territorio del Montana, loro terra natale.
Durante il viaggio evitarono le unità di cavalleria statunitense che cercavano di catturarli. I due gruppi si divisero dopo aver raggiunto il Nebraska, e mentre il gruppo di Stella del Matino fu obbligato ad arrendersi nei pressi di Fort Robinson, quello di Piccolo Lupo proseguì fino al Montana dove gli fu infine permesso di restare.

## Vecchiaia
Piccolo Lupo in seguito divenne un ricognitore dell'esercito statunitense sotto al generale Nelson Miles. Fu coinvolto in una disputa riguardo ad una delle sue figlie, conclusasi con la morte di Alce Affamato. Si dice che fosse ubriaco quando gli sparò e lo uccise presso il trading post di Eugene Lamphere il 12 dicembre 1880. Piccolo Lupo andò in esilio volontario dopo questo fatto.
Negli ultimi anni visse nella riserva indiana dei Cheyenne settentrionali, dove morì nel 1904. Fu sepolto nel cimitero di Lame Deer. George Bird Grinnell, amico ed etnografo che documentò la vita di Piccolo Lupo, lo definì "il più grande indiano che abbia mai conosciuto".

## Cronologia
- 1820 (circa) Nascita

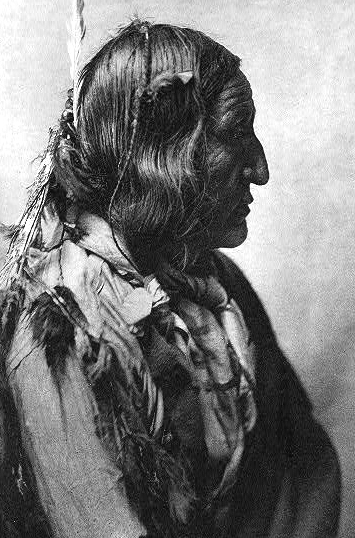
Laban Piccolo Lupo, nipote di Piccolo Lupo, di Edward Sheriff Curtis

- 1856 Coinvolto nel furto di cavalli a Platte Bridge
- 1866 Prende parte alla guerra di Nuvola Rossa con il massacro di Fetterman
- 1868 Firma un trattato con il Governo federale degli Stati Uniti d'America a Fort Laramie
- 1868 Dà fuoco a Fort Phil Kearny
- 1873 Visita Washington
- 1876 Prende parte alla cosiddetta battaglia di Stella del Mattino
- 1877 Gli viene ordinato di andare al confino in Oklahoma
- 1878 Guida una drammatica fuga dalla riserva al Montana
- 1879 Diventa ricognitore statunitense
- 1880 Uccide Alce Affamato, gli viene tolto il titolo di capo e va in esilio volontario
- 1904 Morte

## Omonimi
"Piccolo Lupo" è un nome abbastanza comune tra i nativi americani. Più di un capo Cheyenne ebbe questo nome, come ad esempio un capo Cheyenne meridionale che partecipò al famoso furto di cavalli (c. 1830) ai danni dei Comanche con Lupo Giallo.